# 平山良明
平山 良明（ひらやま よしあき、1931年11月4日 - 2018年11月15日）は、日本の実業家。西部ガス代表取締役社長や、同社代表取締役会長、日本ガス協会副会長、福岡県公安委員会委員長、久留米大学理事長などを歴任した。

## 人物・経歴
長崎県出身。1950年福岡県立修猷館高等学校卒業。1954年九州大学経済学部卒業、西部ガス入社。1979年西部ガス総合企画室部長。1982年西部ガス常勤監査役。1988年西部ガス常務取締役。1990年西部ガス代表取締役専務取締役。1993年西部ガス代表取締役副社長。1998年西部ガス代表取締役社長。2003年西部ガス代表取締役会長。2004年九州生産性本部会長。2005年九州大学経済学部同窓会会長。2006年在福岡ドイツ連邦共和国名誉領事。2007年九州大学同窓会連合会会長。2008年西部ガス相談役。日本ガス協会副会長、福岡県公安委員会委員長、福岡県社会福祉協議会会長、学校法人久留米大学理事長なども歴任した。2018年死去。ホテルオークラ福岡でお別れの会が開催された。